# 이순석
이순석(李順石, 1905 ~ 1986)은 일제강점기, 대한민국의 공예가이다. 종교는 천주교이며, 세례명은 바오로이다. 호는 하선(荷仙), 하라(賀羅)이다. 석공예(石工藝)를 주로 하였다.

## 생애
충청남도 아산(牙山) 출신이다. 1924년 남대문상업학교를 졸업하고 일본으로 건너가, 1931년 도쿄미술학교(東京美術學校) 도안과를 졸업하였다. 이후 동아일보 화랑에서 첫 개인전을 가졌으며 화신백화점 광고부에 입사했다. 해방후 대한민국의 문교부 예술과 고문직을 역임했고 1946년 서울대학교 미술대학 창설에 참가, 동 응용미술 과장이 되었다. 1947년 제2회 장식도안 개인전, 1950년 국방부 정훈국 계획전문위원이 되고 1955년 서울시 문화상을 수상했다. 동년 이래 국전심사 위원을 지냈으며 1961년 한차례의 유럽 시찰여행을 마쳤다. 1962년에 한국미술가협회 부회장에 임명되었다. 동년 뉴욕에서 열린 제1차 공예회의에 한국대표로 참가했고 문화훈장 대통령장을 받았다. 1969년 서울대학교를 정년퇴직하고 1970년과 1971년 두 차례 개인전을 가진 바 있다.

## 작품
석공예의 독보적인 존재로 알려지고 있다. 작품으로 〈대(台)를 겸한 수반(水盤)〉등이 있다.